# 松下繁二
松下 繁二（まつした しげじ、1916年8月16日 - 戦死（年月不明））は、昭和時代前期に活躍したプロ野球選手。

## 来歴・人物
兵庫県立明石中学校では、1932年の第9回選抜中等学校野球大会、第18回全国中等学校優勝野球大会、1933年の第10回選抜中等学校野球大会、第19回全国中等学校優勝野球大会、1934年の第11回選抜中等学校野球大会の計5大会に出場。1933年の第19回全国中等学校優勝野球大会では､準決勝で中京商業学校との延長25回の死闘に三塁手として先発出場していた（ただし、松下自身は4回裏に永尾正巳と交代し退いている）。その後、法政大学に進学し、5番打者として活躍。
1941年に阪神軍に入団。63試合に出場するも、召集され戦死した。東京ドーム敷地内にある鎮魂の碑に、彼の名前が刻まれている。

## 詳細情報

### 年度別打撃成績
| 年 度     | 球 団     | 試 合 | 打 席 | 打 数 | 得 点 | 安 打 | 二 塁 打 | 三 塁 打 | 本 塁 打 | 塁 打 | 打 点 | 盗 塁 | 盗 塁 死 | 犠 打 | 犠 飛 | 四 球 | 敬 遠 | 死 球 | 三 振 | 併 殺 打 | 打 率 | 出 塁 率 | 長 打 率 | O P S |
| --------- | --------- | ----- | ----- | ----- | ----- | ----- | -------- | -------- | -------- | ----- | ----- | ----- | -------- | ----- | ----- | ----- | ----- | ----- | ----- | -------- | ----- | -------- | -------- | ----- |
| 1941      | 阪神      | 63    | 225   | 198   | 9     | 33    | 8        | 1        | 0        | 43    | 11    | 1     | --       | 5     | --    | 21    | --    | 1     | 18    | --       | .167  | .250     | .217     | .467  |
| 通算：1年 | 通算：1年 | 63    | 225   | 198   | 9     | 33    | 8        | 1        | 0        | 43    | 11    | 1     | --       | 5     | --    | 21    | --    | 1     | 18    | --       | .167  | .250     | .217     | .467  |

### 背番号
- 37 （1941年）